# Ormosia tennesseensis
Ormosia tennesseensis là một loài ruồi trong họ Limoniidae. Chúng phân bố ở miền Tân bắc.